# Зіновать гранітна
Зінова́ть грані́тна, або роки́тничок грані́тий (Chamaecytisus graniticus) — багаторічна рослина родини бобових. Ендемік України, занесений до Червоної книги України, Європейського червоного списку та Червоного списку Міжнародного союзу охорони природи. Декоративна і медоносна рослина.

## Опис
Невеличкий листопадний кущ 15-30 см заввишки, нанофанерофіт. Молоді пагони висхідні, виразно гранчасті, запушені. Листки трійчасті, листочки еліптичні або оберненояйцеподібні, зісподу запушені, зверху майже голі. Квітки білі або блідо-рожеві, зібрані по 2-4 штуки у несправжньоверхівкове суцвіття. Плід — лінійний, запушений біб.

## Екологія та поширення
Рослина світлолюбна, посухостійка, полюбляє ґрунти, багаті на кальцій. Зростає у злакових степах на гранітних, вапнякових, мергелистих, кам'янистих, крейдяних відшаруваннях, розташованих по берегам річок та схилам балок.
Квітне у травні-липні. Плодоносить у серпні-вересні. Розмножується насінням.
Батьківщиною зіноваті гранітної є північно-західне Причорномор'я, а саме — межиріччя Дніпра і Південного Бугу. Усі відомі популяції розташовані на теренах України в межах Херсонської, Миколаївської та Дніпропетровської областей переважно уздовж річок Інгул, Інгулець, Громоклія. Найвища концентрація рослин спостерігається біля хутора Шилова балка на околицях Снігурівки. Усі популяції локальні, деякі з них мають нормальну структуру, а деякі знаходяться у регресивному стані.

## Значення і статус виду
Зіновать гранітна, як вузький ендемік України, має значну наукову цінність. Наразі вона охороняється у природному заповіднику «Єланецький степ», декількох заказниках (наприклад, «Яковлівському»), а вирощується лише в Криворізькому ботанічному саду. Основними загрозами для виду є порушення місць зростання, заліснення схилів.
Рослина перспективна для поширення в культурі як декоративна.

## Таксономія
Вид вперше описаний А. Реманном під назвою Cytisus graniticus — першовідкривач таксона зазначив, що рослина має голі плоди. Пізніше Йосипом Пачоським в Херсонській області були виявлені особини з опушеними плодами, загалом дуже схожі на описані Реманном. В своїх нотатках він писав: «очевидно, у Реманна тут або помилка, або йому трапились випадкові екземпляри з голими плодами. В цьому відношенні опис А. Реманна належить виправити.». Зрештою, Йосип Пачоський описав їх як новий вид Cytisus skrobiszewskii. Схожої думки дотримувався й В. І. Кречетович, який, втім, вважав самостійність статусу Cytisus skrobiszewskii дещо сумнівною. Згодом Міжнародний кодекс ботанічної номенклатури визнав Chamaecytisus graniticus як самостійний вид, а Cytisus skrobiszewskii прирівняв до його синонімів. Таким чином, синонімічний ряд цього таксона наразі нараховує такі назви:
- Cytisus graniticus Rehmann
- Chamaecytisus skrobiszewskii (Pacz.) Klásk.
- Cytisus skrobiszewskii Pacz.[3]